# Vulcain enchaînant Prométhée
Vulcain enchaînant Prométhée est une peinture à l'huile sur toile de 202 × 145 cm, du peintre français Jean-Charles Frontier (1701-1763), morceau de réception à l'Académie Royale de peinture en 1744 (cat. n° 123) et aujourd’hui conservée à Paris à l’École nationale supérieure des beaux-arts depuis 1872.

## Histoire
Dans L’Académie : Brève histoire administrative de l’Ecole , p. 74, on peut lire : « Frontier utilise l’académie - représentation du modèle masculin vivant – pour illustrer, le mythe puissant de Prométhée dont Hésiode et Eschyle ont fait le porte-parole de l’humanité contre les dieux tout-puissants (cat. n°123). Les sujets écartent ensuite les dieux de la Fable au profit des références précises à Homère ou aux autres grands écrivains antiques : leur pensée et leur inspiration sont interprétées dans les perspectives renouvelées et souvent enrichies. »

## Analyse
Ce tableau représente une scène mythologique célèbre, celle du supplice de Prométhée. Le titan de la mythologie grecque, Prométhée, pour avoir appris aux hommes le secret du feu qui assurait aux dieux leur toute-puissance, a été lié à une pierre au sommet du Caucase. Un aigle envoyé par Zeus vient lui manger le foie qui se reforme chaque jour. C’est une punition éternelle. 
Le forgeron Héphaïstos (Vulcain) représenté de dos, tire de toutes ses forces sur les chaînes de Prométhée qui regarde Zeus, le responsable de ses souffrances. Celui-ci, étendu sur un nuage, désigne à son aigle le foie du supplicié : le rapace s'apprête à fondre sur sa proie.
Jean-Charles Frontier propose une représentation singulière de ce mythe, où Prométhée n’est plus la figure fort peu christique comme il a pu l’être avec les lectures d’Eschyle, de Shelley ou de Gide. Les muscles tendus d’Héphaïstos, arc-boutés sur le Caucase, font écho à d’innombrables bourreaux de la peinture catholique : la souffrance du héros enchaîné porte des accents plus chrétiens qu’antiques. Zeus représente le monde d’en haut, être divin et intouchable, tandis que Prométhée, sur le monde terrestre, se sacrifie tel un martyr pour le salut des hommes. Comme le christ il porte donc sa croix, ses chaines, les instruments de la passion, un marteau et une pince. Les stigmates, le foie éclaté et les poignets étranglés par le métal, Prométhée ne peut que se résigner à son sort. Prométhée l’immortel, en choisissant le parti des hommes, en acceptant sa condition de victime, met fin par sa révolte au règne des dieux.